# Срацимирово
Срацими́рово (болг. Срацимирово) — село у Видинській області Болгарії. Входить до складу громади Грамада.

## Населення
За даними перепису населення 2011 року у селі проживали 72 особи, усі — болгари.
Розподіл населення за віком у 2011 році:
Динаміка населення: